# 中国科学院成都有机化学有限公司
中国科学院成都有机化学有限公司是中华人民共和国的一家有机化学高新技术企业，是中国科学院直属企业单位，前身是1958年成立的中国科学院四川分院化学化工研究所。后改名为中国科学院成都有机化学研究所。2001年转制为中国科学院成都有机化学有限公司。